# Liste der Pfarrer an der Kirche St. Jacobi (Nordhausen)
Dies ist eine Liste der Pfarrer und Kirchenpfleger an der Kirche St. Jacobi in Nordhausen.

## Pfarrer
Aus der Zeit vor der Reformation sind folgende Namen überliefert:
| Name                | Zeit       | Bemerkungen                 |
| ------------------- | ---------- | --------------------------- |
| Bertoldus           | 1278, 1295 |                             |
| Heidenricus         | 1319       |                             |
| Thilo               | 1338, 1339 |                             |
| Hildebrand          | 1365       |                             |
| Heinrich Königerodt | 1412       | zuvor Pfarrer in Krimderode |
| Jacob König         | 1495       |                             |
| Heinrich Poldrian   | 1504       |                             |
| Nicolaus Fröhlich   | 1511, 1514 |                             |

Seit der Reformation wirkten 22 Pfarrer an der Kirche.
| Name                                   | Zeit          | Lebensdaten                            | Bemerkungen |
| -------------------------------------- | ------------- | -------------------------------------- | --- |
| Johannes Noricus (Nürnberger)          | 1547–1583     | 24. Juni 1516–1583                     | Pfarrer in Oppershausen und Niederorla, Streit mit dem Pfarrer an St. Nikolai, am 10. Juli 1568 abgesetzt                                                                  |
| Johannes Noricus                       | 1583–1619     | 1548 – 18. Juni 1619                   | Sohn des Vorigen, 1572 Pfarrer zu Otterstedt, 1576–1582 Pfarrer an St. Maria im Tale, 1582–1583 Diakon an St. Nikolai                                                      |
| Johann Samuel Noricus                  | 1618(19)–1634 | 1596 – 7. März 1678                    | Sohn des Vorigen, 1617 Tertius am Gymnasium, 1634–1663 Pfarrer an St. Petri, 1663–1669 an St. Nikolai                                                                      |
| Ernst Göttling                         | 1634–1665     | 1594 – 30. November 1665               | 1619 Pfarrer zu Urbach, 1627 Pfarrer zu Ilfeld, Verfolgung durch kath. Abt Nihusius und die kaiserl. Commission, 1633 Diakon in Ellrich                                    |
| Mag. Johann Nicolaus Beda              | 1665–1682     | 1639 – 28. August 1682                 | |
| Mag. Johann Heinrich Hempel            | 1683–1686     | 1642–1699                              | 1666 Pfarrer zu Rosla, 1673 Archdiakon zu Heringen, Assessor des Consistoriums und Schulinspektor, 1686 Superintendent zu Frankenhausen                                    |
| Mag. Johann Nicolaus Rohrmann          | 1686–1698     | † 1716                                 | 1683–1687 Pfarrer an St. Maria auf dem Berg, 1698–1716 Pfarrer an St. Nikolai                                                                                              |
| Dr. Lic. Albert Ephraim Hempel         | 1701–1722     | 1670 – 25. Mai 1722                    | Sohn des Johann Heinrich Hempel, 1692–1701 Pfarrer an St. Maria auf dem Berg, 1697 Licentiat, 1711 Dr. der Theologie, 1712 Assessor des Consistoriums                      |
| Gottlieb Vitalis Rohrmann              | 1722–1730     | 1692 – 22. Juni 1730                   | Sohn des Johann Nicolaus Rohrmann |
| Andreas Mauritius Gohr                 | 1730–1740     | † 1743                                 | 1724 Diakon zu Rosla, 1726 Pfarrer zu Hain, 1727 Pfarrer zu Uftrungen, 1740–1743 Pfarrer an St. Blasii                                                                     |
| Friedrich Christian Lesser             | 1741–1754     | 12. Mai 1692 – 17. September 1754      | |
| Mag. Johann Heinrich Christian Hüpeden | 1755–1799     | 23. Juli 1726 – 28. November 1799      | Ökonom, Großgrundbesitzer, führt den Kleebau zur Düngung ein, versucht sich in der Seidenwürmerzucht und im Tabakanbau, Johann Heinrich Christian Hüpeden – NordhausenWiki |
| Karl Wilhelm Förstemann                | 1800–1813     | 22. Dezember 1777 – 14. April 1845     | 1813–1845 Pfarrer an St. Nikolai und Superintendent |
| Ernst Christoph Bohne                  | 1813–1835     | 14. Dezember 1760 – 17. Januar 1853    | 1789 Tertius des Gymnasiums, 1794–1813 Pfarrer an St. Maria im Tale |
| Friedrich Theodor Karl Abel            | 1835–1852     |                                        | bis 1835 Pfarrer zu Stöckey, ab 1852 Prediger zu Amfurt und danach zu Magdeburg an St. Ulrich                                                                              |
| Karl Friedrich Wilhelm Wagner          | 1852–1865     |                                        | vor 1852 Adjutant an der Klosterschule zu Dondorf |
| Heinrich Gustav Adolf Sachtleben       | 1866–1902     |                                        | |
| Otto Julius Rudolf Köstlin             | 1902–1915     |                                        | |
| Adam Otto Riemenschneider              | 1915–1928     | 10. September 1880 – 20. November 1928 | Otto Riemenschneider – NordhausenWiki |
| Friedrich Schaumlöffel                 | 1929–1951     |                                        | |
| Johannes Friedrich Heinrich Rathmann   | 1952–1969     |                                        | |
| Rudolf Rüther                          | 1970–1995     | 30. Juli 1929 – 28. Oktober 2018       | Rudolf Rüther – NordhausenWiki |

1970 wurde die Gemeinde St. Jacobi-Frauenberg mit einer Pfarrstelle gebildet.

## Aeditui (Kirchenpfleger, Küster)
| Name                     | Zeit      | Lebensdaten         | Bemerkungen                                                                        |
| ------------------------ | --------- | ------------------- | ---------------------------------------------------------------------------------- |
| Christoph Ellius         | ab 1592   | † 1641              | aus Leipzig, Kantor, Quintus der Stadtschule                                       |
| Valentin Ruperti         | 1595–1605 |                     | aus Gorschleben, Quintus der Stadtschule                                           |
| Valentin Koch            | 1618      | † 17. Dezember 1642 | aus Bleicherode, ab 1612 Aedituus an der Kirche St. Blasii, Sextus der Stadtschule |
| Johann Fuhrmann          |           | † 29. März 1642     | ab 1640 Quintus der Stadtschule                                                    |
| […]                      |           |                     |                                                                                    |
| Johann Müller            | ab 1646   | † 16. März 1666     | aus St. Andreasberg, vor 1646 Schulmeister in Niedergebra                          |
| Johann Caspar Engelhardt | ab 1666   | † 5. Juni 1681      | aus Mühlhausen, 1657–1666 Aedituus in St. Maria im Tale                            |
| Johann Christoph Ercke   | ab 1687   |                     |                                                                                    |
| Wüstehoff                |           |                     |                                                                                    |
| Johann Christoph Brandt  |           | † April 1730        |                                                                                    |
| Christoph Benedikt Petri |           | * 1663              |                                                                                    |